# Llista d'asteroides/144101-144200
| Nom      | Designació provisional | Data de descobriment | Lloc de descobriment | Descobridor/s |
| -------- | ---------------------- | -------------------- | -------------------- | ------------- |
| 144101 - | 2004 BX65              | 22 de gener de 2004  | Socorro              | LINEAR        |
| 144102 - | 2004 BH66              | 22 de gener de 2004  | Socorro              | LINEAR        |
| 144103 - | 2004 BS68              | 27 de gener de 2004  | Socorro              | LINEAR        |
| 144104 - | 2004 BN69              | 27 de gener de 2004  | Goodricke-Pigott     | R. A. Tucker  |
| 144105 - | 2004 BV69              | 20 de gener de 2004  | Socorro              | LINEAR        |
| 144106 - | 2004 BW70              | 22 de gener de 2004  | Socorro              | LINEAR        |
| 144107 - | 2004 BZ70              | 22 de gener de 2004  | Socorro              | LINEAR        |
| 144108 - | 2004 BV71              | 23 de gener de 2004  | Socorro              | LINEAR        |
| 144109 - | 2004 BA72              | 23 de gener de 2004  | Socorro              | LINEAR        |
| 144110 - | 2004 BN72              | 23 de gener de 2004  | Socorro              | LINEAR        |
| 144111 - | 2004 BO72              | 23 de gener de 2004  | Socorro              | LINEAR        |
| 144112 - | 2004 BM75              | 23 de gener de 2004  | Anderson Mesa        | LONEOS        |
| 144113 - | 2004 BN75              | 23 de gener de 2004  | Anderson Mesa        | LONEOS        |
| 144114 - | 2004 BW75              | 23 de gener de 2004  | Socorro              | LINEAR        |
| 144115 - | 2004 BR76              | 25 de gener de 2004  | Haleakala            | NEAT          |
| 144116 - | 2004 BB77              | 21 de gener de 2004  | Socorro              | LINEAR        |
| 144117 - | 2004 BU79              | 23 de gener de 2004  | Socorro              | LINEAR        |
| 144118 - | 2004 BP81              | 26 de gener de 2004  | Anderson Mesa        | LONEOS        |
| 144119 - | 2004 BC82              | 27 de gener de 2004  | Kitt Peak            | Spacewatch    |
| 144120 - | 2004 BE82              | 27 de gener de 2004  | Anderson Mesa        | LONEOS        |
| 144121 - | 2004 BK82              | 27 de gener de 2004  | Anderson Mesa        | LONEOS        |
| 144122 - | 2004 BX82              | 23 de gener de 2004  | Anderson Mesa        | LONEOS        |
| 144123 - | 2004 BC84              | 24 de gener de 2004  | Socorro              | LINEAR        |
| 144124 - | 2004 BR86              | 28 de gener de 2004  | Catalina             | CSS           |
| 144125 - | 2004 BS86              | 22 de gener de 2004  | Socorro              | LINEAR        |
| 144126 - | 2004 BJ88              | 23 de gener de 2004  | Socorro              | LINEAR        |
| 144127 - | 2004 BM88              | 23 de gener de 2004  | Socorro              | LINEAR        |
| 144128 - | 2004 BW88              | 23 de gener de 2004  | Socorro              | LINEAR        |
| 144129 - | 2004 BA89              | 23 de gener de 2004  | Socorro              | LINEAR        |
| 144130 - | 2004 BM89              | 23 de gener de 2004  | Socorro              | LINEAR        |
| 144131 - | 2004 BN89              | 23 de gener de 2004  | Socorro              | LINEAR        |
| 144132 - | 2004 BO89              | 23 de gener de 2004  | Socorro              | LINEAR        |
| 144133 - | 2004 BT89              | 23 de gener de 2004  | Socorro              | LINEAR        |
| 144134 - | 2004 BZ89              | 23 de gener de 2004  | Socorro              | LINEAR        |
| 144135 - | 2004 BE90              | 23 de gener de 2004  | Socorro              | LINEAR        |
| 144136 - | 2004 BN90              | 24 de gener de 2004  | Socorro              | LINEAR        |
| 144137 - | 2004 BW90              | 24 de gener de 2004  | Socorro              | LINEAR        |
| 144138 - | 2004 BB91              | 24 de gener de 2004  | Socorro              | LINEAR        |
| 144139 - | 2004 BC91              | 24 de gener de 2004  | Socorro              | LINEAR        |
| 144140 - | 2004 BH92              | 26 de gener de 2004  | Anderson Mesa        | LONEOS        |
| 144141 - | 2004 BS92              | 27 de gener de 2004  | Anderson Mesa        | LONEOS        |
| 144142 - | 2004 BU92              | 27 de gener de 2004  | Anderson Mesa        | LONEOS        |
| 144143 - | 2004 BG93              | 27 de gener de 2004  | Anderson Mesa        | LONEOS        |
| 144144 - | 2004 BK93              | 27 de gener de 2004  | Catalina             | CSS           |
| 144145 - | 2004 BT93              | 28 de gener de 2004  | Socorro              | LINEAR        |
| 144146 - | 2004 BW93              | 28 de gener de 2004  | Socorro              | LINEAR        |
| 144147 - | 2004 BE94              | 28 de gener de 2004  | Haleakala            | NEAT          |
| 144148 - | 2004 BX94              | 28 de gener de 2004  | Socorro              | LINEAR        |
| 144149 - | 2004 BK95              | 28 de gener de 2004  | Socorro              | LINEAR        |
| 144150 - | 2004 BS95              | 16 de gener de 2004  | Palomar              | NEAT          |
| 144151 - | 2004 BP96              | 24 de gener de 2004  | Socorro              | LINEAR        |
| 144152 - | 2004 BY96              | 24 de gener de 2004  | Socorro              | LINEAR        |
| 144153 - | 2004 BL97              | 26 de gener de 2004  | Anderson Mesa        | LONEOS        |
| 144154 - | 2004 BN98              | 27 de gener de 2004  | Kitt Peak            | Spacewatch    |
| 144155 - | 2004 BP98              | 27 de gener de 2004  | Kitt Peak            | Spacewatch    |
| 144156 - | 2004 BE99              | 27 de gener de 2004  | Kitt Peak            | Spacewatch    |
| 144157 - | 2004 BQ99              | 27 de gener de 2004  | Kitt Peak            | Spacewatch    |
| 144158 - | 2004 BR99              | 27 de gener de 2004  | Kitt Peak            | Spacewatch    |
| 144159 - | 2004 BH100             | 28 de gener de 2004  | Socorro              | LINEAR        |
| 144160 - | 2004 BU100             | 28 de gener de 2004  | Kitt Peak            | Spacewatch    |
| 144161 - | 2004 BP101             | 28 de gener de 2004  | Socorro              | LINEAR        |
| 144162 - | 2004 BA102             | 29 de gener de 2004  | Socorro              | LINEAR        |
| 144163 - | 2004 BV103             | 23 de gener de 2004  | Socorro              | LINEAR        |
| 144164 - | 2004 BY103             | 23 de gener de 2004  | Socorro              | LINEAR        |
| 144165 - | 2004 BZ105             | 26 de gener de 2004  | Anderson Mesa        | LONEOS        |
| 144166 - | 2004 BE106             | 26 de gener de 2004  | Anderson Mesa        | LONEOS        |
| 144167 - | 2004 BQ106             | 26 de gener de 2004  | Anderson Mesa        | LONEOS        |
| 144168 - | 2004 BF107             | 28 de gener de 2004  | Catalina             | CSS           |
| 144169 - | 2004 BX107             | 28 de gener de 2004  | Catalina             | CSS           |
| 144170 - | 2004 BK108             | 28 de gener de 2004  | Catalina             | CSS           |
| 144171 - | 2004 BR108             | 28 de gener de 2004  | Catalina             | CSS           |
| 144172 - | 2004 BK110             | 28 de gener de 2004  | Catalina             | CSS           |
| 144173 - | 2004 BK111             | 29 de gener de 2004  | Catalina             | CSS           |
| 144174 - | 2004 BW111             | 23 de gener de 2004  | Socorro              | LINEAR        |
| 144175 - | 2004 BZ111             | 24 de gener de 2004  | Socorro              | LINEAR        |
| 144176 - | 2004 BN113             | 28 de gener de 2004  | Socorro              | LINEAR        |
| 144177 - | 2004 BV113             | 28 de gener de 2004  | Socorro              | LINEAR        |
| 144178 - | 2004 BD114             | 29 de gener de 2004  | Socorro              | LINEAR        |
| 144179 - | 2004 BO114             | 29 de gener de 2004  | Anderson Mesa        | LONEOS        |
| 144180 - | 2004 BP114             | 29 de gener de 2004  | Anderson Mesa        | LONEOS        |
| 144181 - | 2004 BT115             | 30 de gener de 2004  | Catalina             | CSS           |
| 144182 - | 2004 BX115             | 26 de gener de 2004  | Anderson Mesa        | LONEOS        |
| 144183 - | 2004 BC116             | 26 de gener de 2004  | Anderson Mesa        | LONEOS        |
| 144184 - | 2004 BZ116             | 28 de gener de 2004  | Catalina             | CSS           |
| 144185 - | 2004 BC117             | 28 de gener de 2004  | Catalina             | CSS           |
| 144186 - | 2004 BQ119             | 30 de gener de 2004  | Catalina             | CSS           |
| 144187 - | 2004 BU119             | 30 de gener de 2004  | Catalina             | CSS           |
| 144188 - | 2004 BW119             | 30 de gener de 2004  | Anderson Mesa        | LONEOS        |
| 144189 - | 2004 BX119             | 30 de gener de 2004  | Socorro              | LINEAR        |
| 144190 - | 2004 BB120             | 30 de gener de 2004  | Catalina             | CSS           |
| 144191 - | 2004 BQ121             | 17 de gener de 2004  | Palomar              | NEAT          |
| 144192 - | 2004 BT123             | 22 de gener de 2004  | Mauna Kea            | L. Allen      |
| 144193 - | 2004 BY123             | 16 de gener de 2004  | Palomar              | NEAT          |
| 144194 - | 2004 BA124             | 17 de gener de 2004  | Palomar              | NEAT          |
| 144195 - | 2004 BV127             | 16 de gener de 2004  | Kitt Peak            | Spacewatch    |
| 144196 - | 2004 BX135             | 19 de gener de 2004  | Kitt Peak            | Spacewatch    |
| 144197 - | 2004 BZ139             | 19 de gener de 2004  | Kitt Peak            | Spacewatch    |
| 144198 - | 2004 BN147             | 22 de gener de 2004  | Socorro              | LINEAR        |
| 144199 - | 2004 BV161             | 30 de gener de 2004  | Kitt Peak            | Spacewatch    |
| 144200 - | 2004 CH                | Socorro              | LINEAR               |               |